# Jiloca (fiume)
Il fiume Jiloca è un fiume della parte centro-orientale della Spagna, un affluente del fiume Jalón, a sua volta, affluente del fiume Ebro. Suo corso attraversa le provincie di Teruel e Saragozza. Ha una lunghezza di 126 km e fornisce un bacino di 2.957 km². La sua portata a Calatayud è di 293 hm³/anno, ma, a causa della sua ubicazione, è molto irregolare con una magra molto marcata e massimi in autunno e primavera.

## Geografia

### Origini
Il fiume Jiloca nasce nelle vicinanze di Monreal del Campo. Tradizionalmente si sono fissate le sue origini alla Fuente de Cella, ai piedi della cima di Albarracín; ma si è dimostrato che questo ramo fino a Monreal è, in realtà, un canale costruito nel XVIII secolo, quando seccó la laguna di Villarquemado.

### Corso
Alle origini prende la direzione del nord. Vicino a Luco del Jiloca riceve il suo unico affluente, il fiume Pancrudo, che nasce 46 km prima nella cima della Costera. Il suo bacino idrografico è stretto e formato da alvei e torrenti in cui passa acqua in modo occasionale. A partire dall'unione con il Pancrudo il canale si restringe fino ad arrivare a Daroca, dove si apre una piccola valle que lo utilizza per l'irrigazione.

### Sbocco
Il fiume Jiloca sbocca nel fiume Jalón all'altezza di Calatayud.

## Luoghi di interesse turistico
Nella Valle del Jiloca si trovano località di grande interesse turistico come Calamocha o Daroca. Altra attrazione turistica della valle sono i mulini che ancora si incontrano in disuso.